# Dayeon
Kim Dayeon (hangul: 김다연, Seul, 2 de março de 2003) mais conhecida apenas como Dayeon (hangul: 다연), é uma cantora e dançarina sul-coreana. É integrante do grupo feminino Kep1er, formado em 2021 através do reality show de sobrevivência da Mnet, Girls Planet 999, no qual a artista alcançou o quarto lugar do ranking.

## Vida e carreira
Dayeon nasceu em Dongjak-gu, em Seul, na Coreia do Sul. Filha única, Dayeon foi criada pelos pais, que dirigem um restaurante de sushi em Seul. 

### Pré-estreia
Em criança, trabalhou como atriz em K-Dramas, fez várias publicidades e trabalhou como modelo infantil.
Dayeon treinou por uns tempos na Cube Entertainment, antes de se juntar à empresa CNC School em 2017, onde treinou durante 8 meses antes de integrar o reality show de sobrevivência da Mnet, PRODUCE 48, em 2018, enquanto estagiária desta empresa. Foi eliminada no quinto episódio no ranking 70.
Dayeon deixou a empresa CNC School, e em dezembro de 2018 se juntou à recém-criada Stardium Entertainment, de Na Byeong-jun, ex-CEO da Fantagio. Ela continuou treinando por mais dois anos juntamente com outros estagiários da CNC School. No entanto, a sua estreia foi cancelada pela empresa, e Dayeon decidiu mudar de agência mais uma vez.
Por volta do final de 2020 ao início de 2021, ela integrou a Jellyfish Entertainment.

### 2021-atualmente: Girls Planet 999, Kep1er
No dia 7 de julho de 2021, Dayeon foi confirmada como concorrente no novo reality show da Mnet, Girls Planet 999, junto com outras participantes, através do trailer do prólogo publicado no Youtube. 
Seu perfil oficial foi divulgado em 17 de julho de 2021. O programa foi ao ar no dia 6 de agosto e terminou no dia 22 de outubro de 2021. 
Na final do show, foi revelado que ela alcançou o quarto lugar, tornando-a integrante do Kep1er.
No dia 3 de Janeiro de 2022, Dayeon se estreou com o grupo com o lançamento do primeiro álbum First Impact.

## Educação
Dayeon frequentou a School of Performing Arts Seoul (SOPA) no Departamento de Dança Prática. Ela se formou em 2022.